# مورات أورال
مورات أورال ولد في 5 يوليو 1987 لاعب كرة قدم سويسري يلعب حاليا في مركز الهجوم لصالح نادي غوساو في دوري التحدي السويسري.

## المسيرة الرياضية
بدأ مورات مسيرته مع نادي غراسهوبر زيوريخ. بعد سنة واحدة انتقل إلى فريق الناشئين من نادي سانت غالن حيث مكث لمدة سنتين. في يوليو 2008، انتقل إلى نادي فادوتس ولعب معه في بداية عام 2009، ثم انتقل مرة أخرى إلى نادي سانت غالن. أعاره ناديه مرة أخرى إلى نادي سيرفيت؛ ليلعب بين 30 يونيو 2009 و 1 يوليو 2009 قبل الانتقال إلى نادي سانت غالن. وفي 1 أكتوبر 2009، وقّع نادي غوساو معه عقدا على سبيل الإعارة من نادي سانت غالن حتى نهاية الموسم.

## روابط خارجية
- مورات أورال على موقع قاعدة بيانات كرة القدم.إي يو (الإنجليزية)
- مورات أورال على موقع Soccerway.com (الإنجليزية)
- مورات أورال على موقع عالم كرة القدم.نت (الإنجليزية)